# Bistrot de Pays
Bistrot de Pays est une marque commerciale française déposée pour un label concernant des établissements de restauration ou des débits de boisson qui ont pour but de « contribuer à la conservation et à l’animation du tissu économique et social en milieu rural par le maintien d’un lieu de vie du village ». Ils sont présents dans 20 départements répartis sur 10 régions de France.

## Organisation
L'attribution du label se fait uniquement pour des commerçants indépendants tenant bistrot, café, estaminet, bar ou débit de boissons. Ils adhèrent à un « Projet de Pays » pour maintenir dans leur commerce un maximum de services diversifiés et de proximité.
La création d'un Bistrot de Pays se fait uniquement dans une commune rurale de 2 000 habitants maximum. Son but est, en effet, de sauvegarder le dernier - ou l'un des derniers - commerce du village.
C'est dans ce cadre que le Bistrot de Pays s'engage à proposer des services qui n'existaient plus dans son village : dépôt de pain, de tabac, de journaux, petite épicerie, etc. Sa clientèle extérieure se voit aussi proposer une documentation touristique : dépliants, cartes postales, etc. Son objectif principal est de la promotion des produits du terroir, ce qui lui impose d'organiser, au moins trois fois par an, des animations festives ou culturelles sur ce thème.
Si le Bistrot de Pays assure une restauration complète dans son établissement, il doit proposer à sa carte un maximum de produits du terroir et de recettes régionales. À défaut, il offre au minimum un casse-croûte à toute heure à base lui aussi de produits locaux.

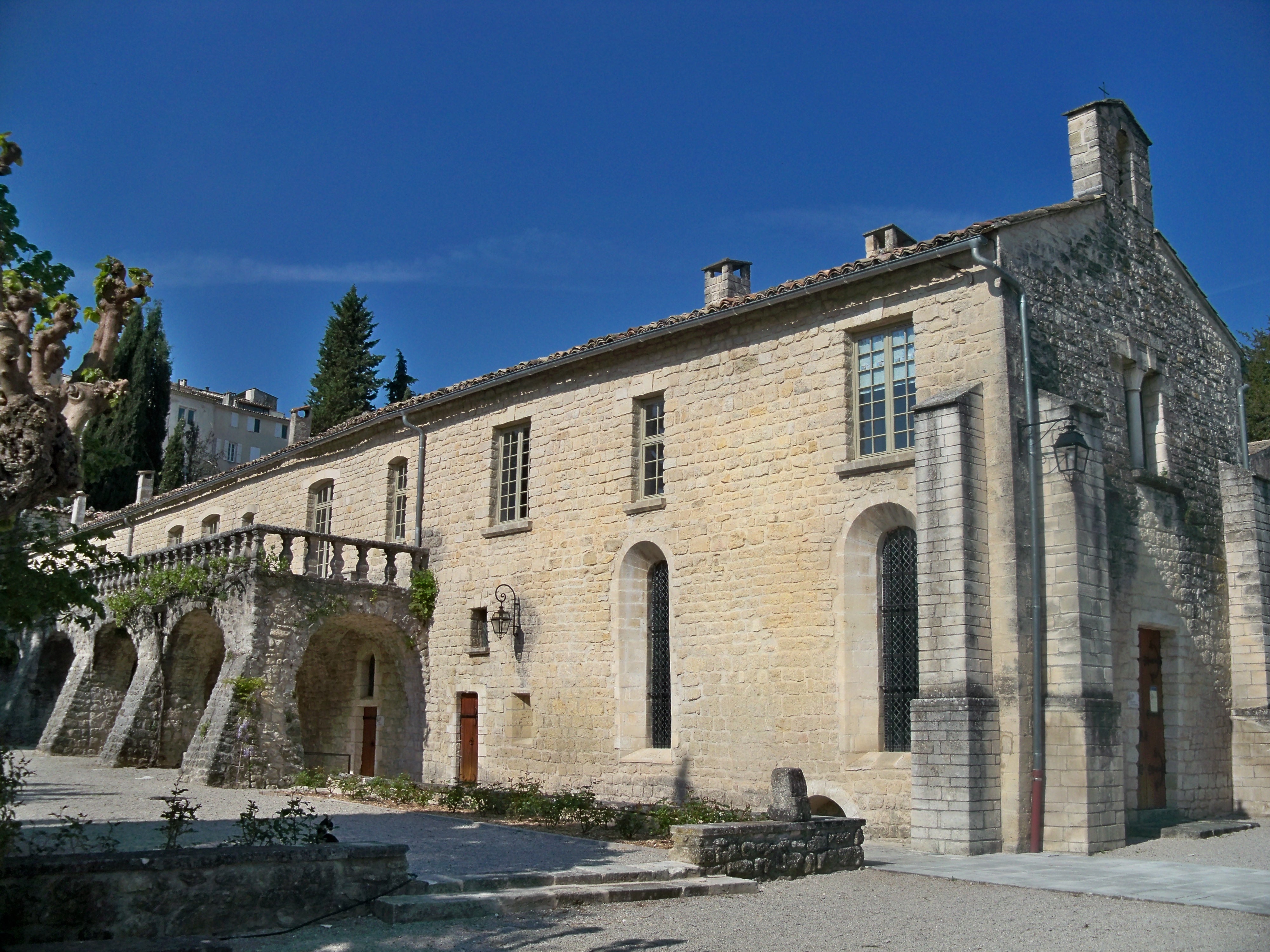
Siège de la Fédération Nationale des Bistrots de Pays à Forcalquier.

Les Bistrots sont organisés en Fédération nationale, qui a pour but la promotion des Bistrots de Pays et de développer l'esprit Bistrot de Pays. Pour ce faire, la Fédération accompagne les Bistrots, à travers des actions de communication, de formation et de mise en relation, en permettant à ces lieux uniques de rencontre, de resserrer les liens sociaux, d'être le point de départ de découvertes et de jouer à fond leur rôle d’animation locale. Il ne faut pas oublier qu'en France, il ne reste que 8 900 cafés restaurants dans les communes rurales de moins de 2 000 habitants et que la perte annuelle est de 1 000 établissements par an. C'est pour faire face à cette situation que la Fédération et ses adhérents se sont engagés dans la voie de la convivialité, l'authenticité et la solidarité, les trois bases de « l’esprit Bistrot de Pays ».
Son siège social est fixé à : Le Grand Carré 13, boulevard des Martyrs, 04300 Forcalquier, dans l'ancien Couvent des Cordeliers.

Exemple de restauration à base de produits du terroir dans un Bistrot de Pays
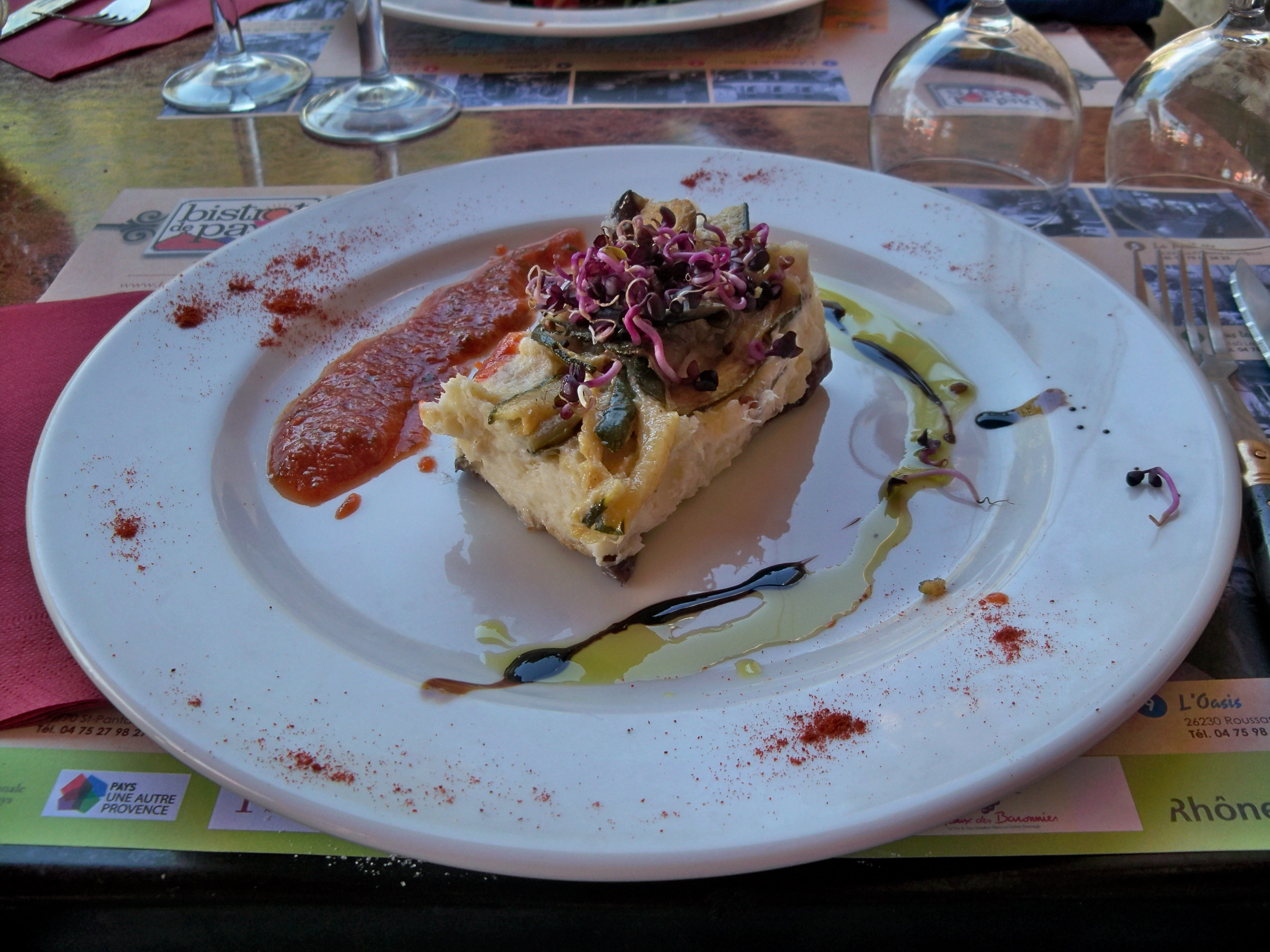
Lasagne de brandade de morue.
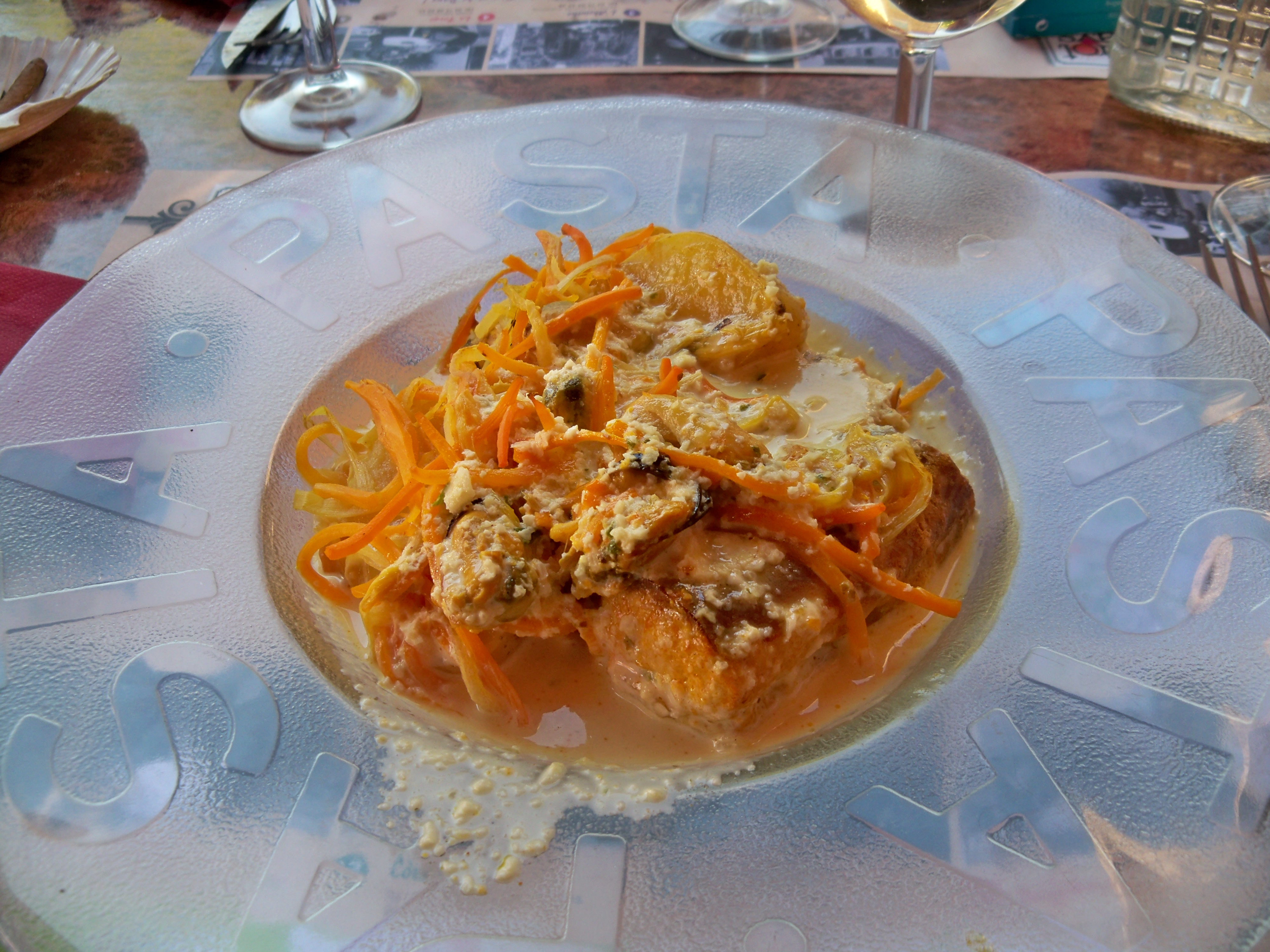
Bourride de fruits de mer.
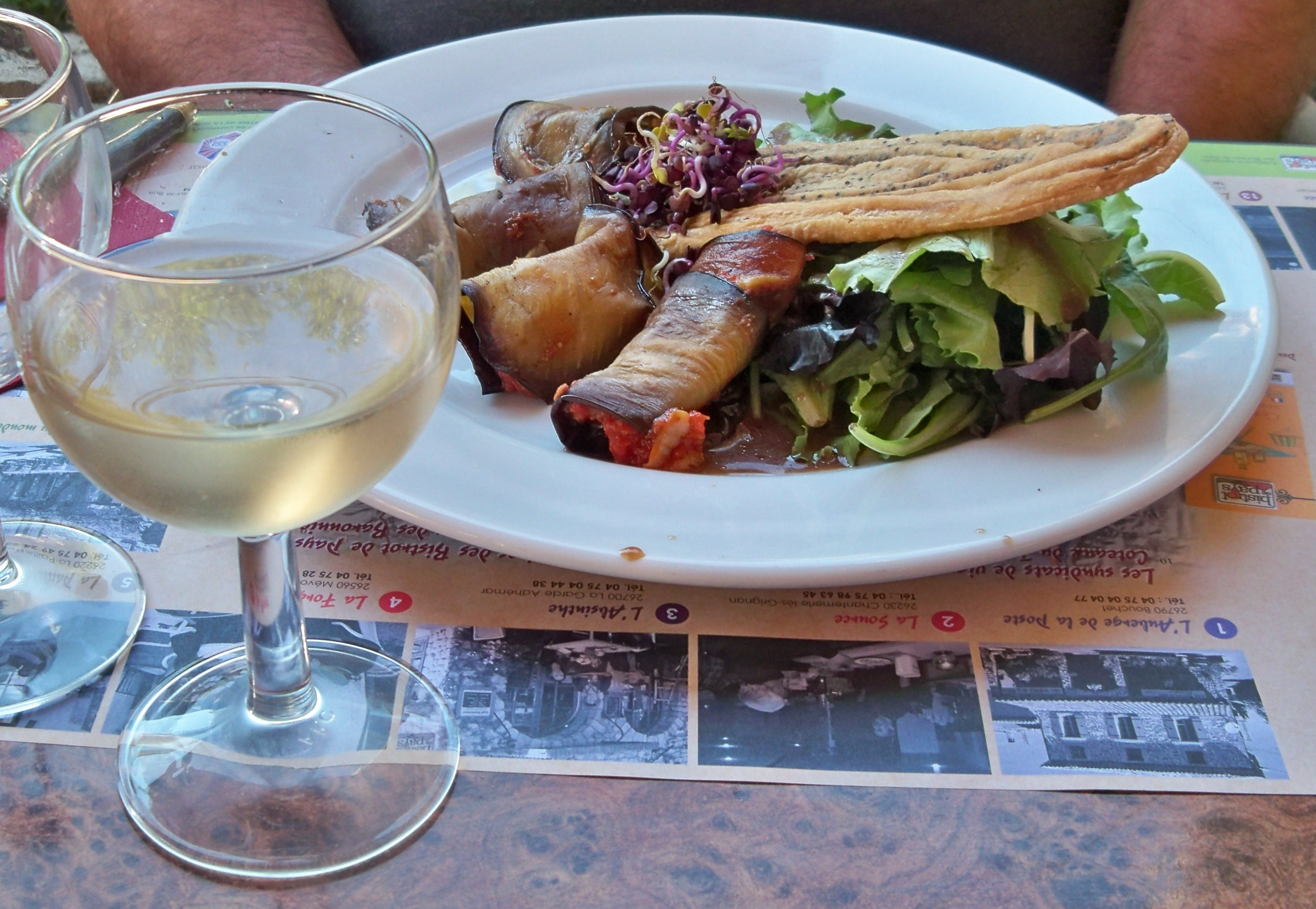
Roulés d'aubergines farcis.
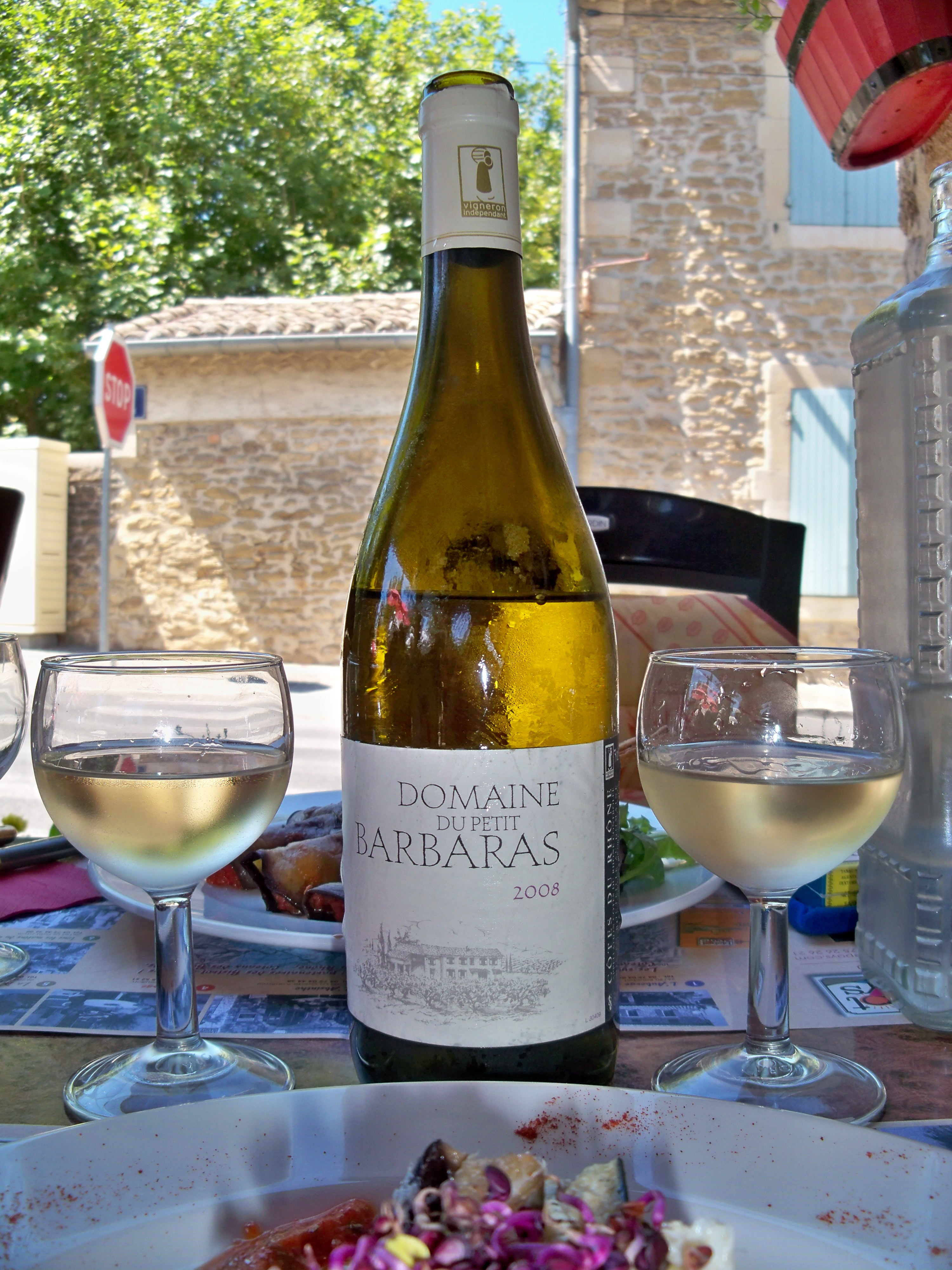
AOC côtes-du-rhône villages.

## Histoire

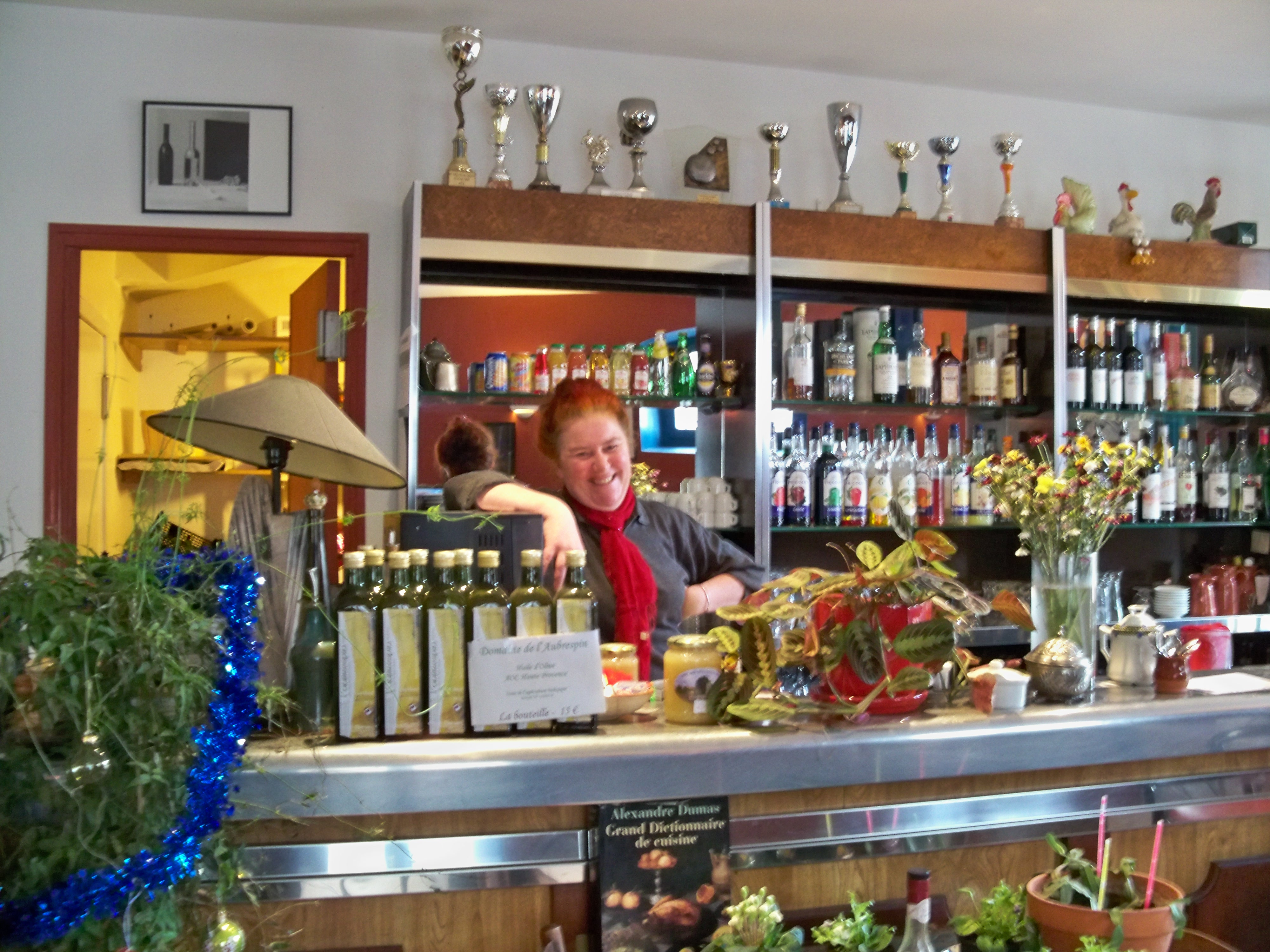
Emmanuelle Burollet, Café de la Lavande à Lardiers, le doyen des Bistrots de pays.

1992, le SIVOM du pays de Forcalquier et Montagne de Lure, département des Alpes-de-Haute-Provence, lance le projet.
Le 25 octobre 1993, le nom « Bistrot de Pays » devient une marque déposée. Ce dépôt est renouvelé le 15 septembre 2003. Entre-temps, en 2000, ils s'étaient vus décerner le 1er prix de l'initiative territoriale.
Sylvia Pinel, ministre de l'Artisanat, du Commerce et du Tourisme, a été l'invitée, le 12 juillet 2013 à Niozelles, des représentants de l'association Bistrot de Pays, qui fêtaient cette année leur vingtième anniversaire. Aux côtés de son hôte Bernard Raynal, président de la fédération nationale des Bistrots de Pays, se trouvaient le sénateur Claude Domeizel, le député Christophe Castaner et le vice-président de la région Jean-Yves Roux. La ministre était accompagnée par le préfet Patricia Willaert et le sous-préfet François Ambroggiani. Un déjeuner de travail de deux heures s'est tenu au bistrot où les avait accueilli Paul Romand, maire de la commune.
Si le cahier des charges vise à maintenir une activité économique dans des zones désertifiées, et à pérenniser les installations, la conjoncture est néanmoins difficile depuis 2008, pour les Bistrots de pays, comme pour le reste du secteur de l'hôtellerie-restauration. Elle cause plusieurs fermetures en 2013-2014.

Bistrot de pays de Niozelles : réception et déjeuner de travail de Sylvia Pinel, ministre du Tourisme
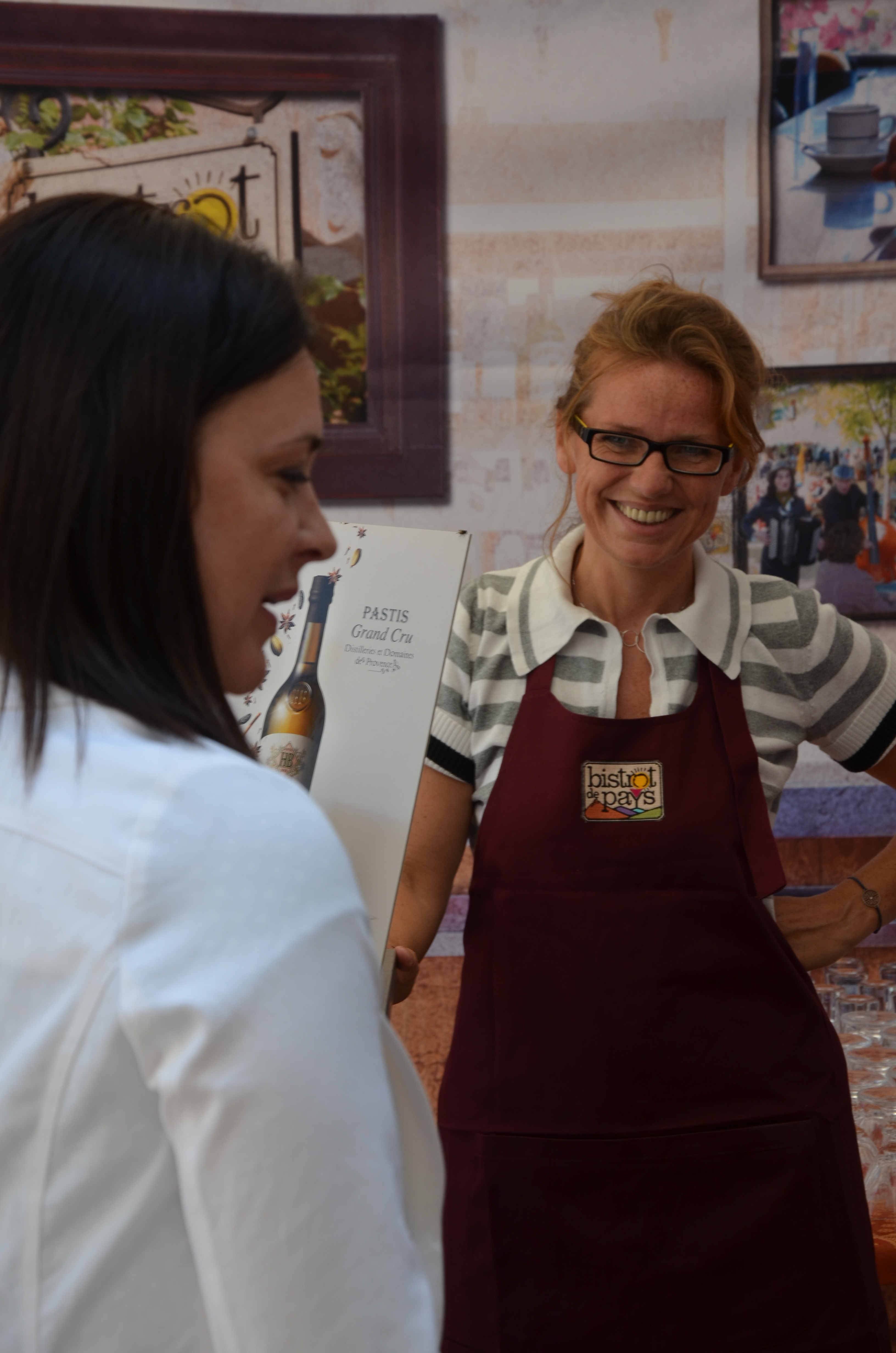
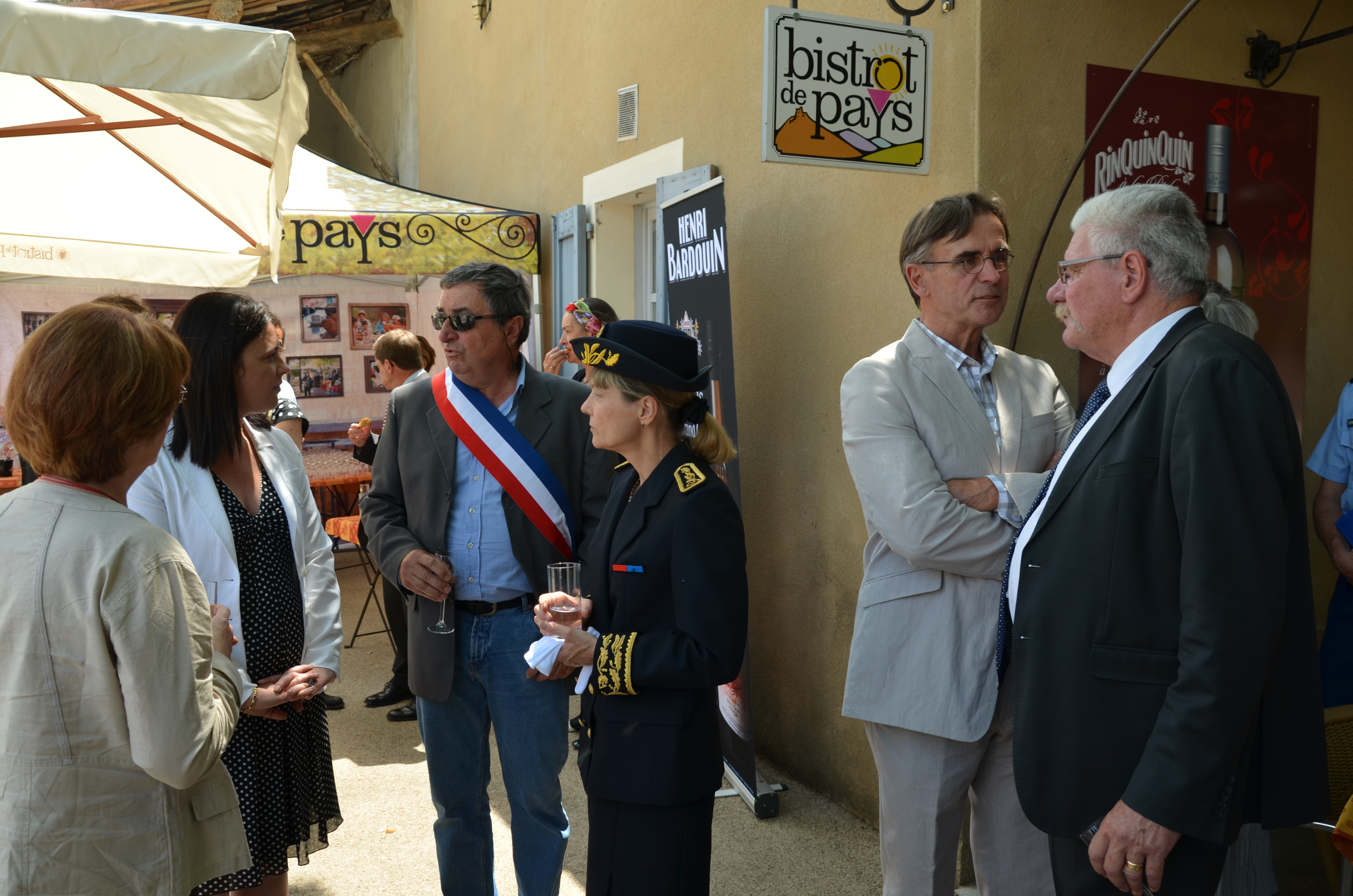
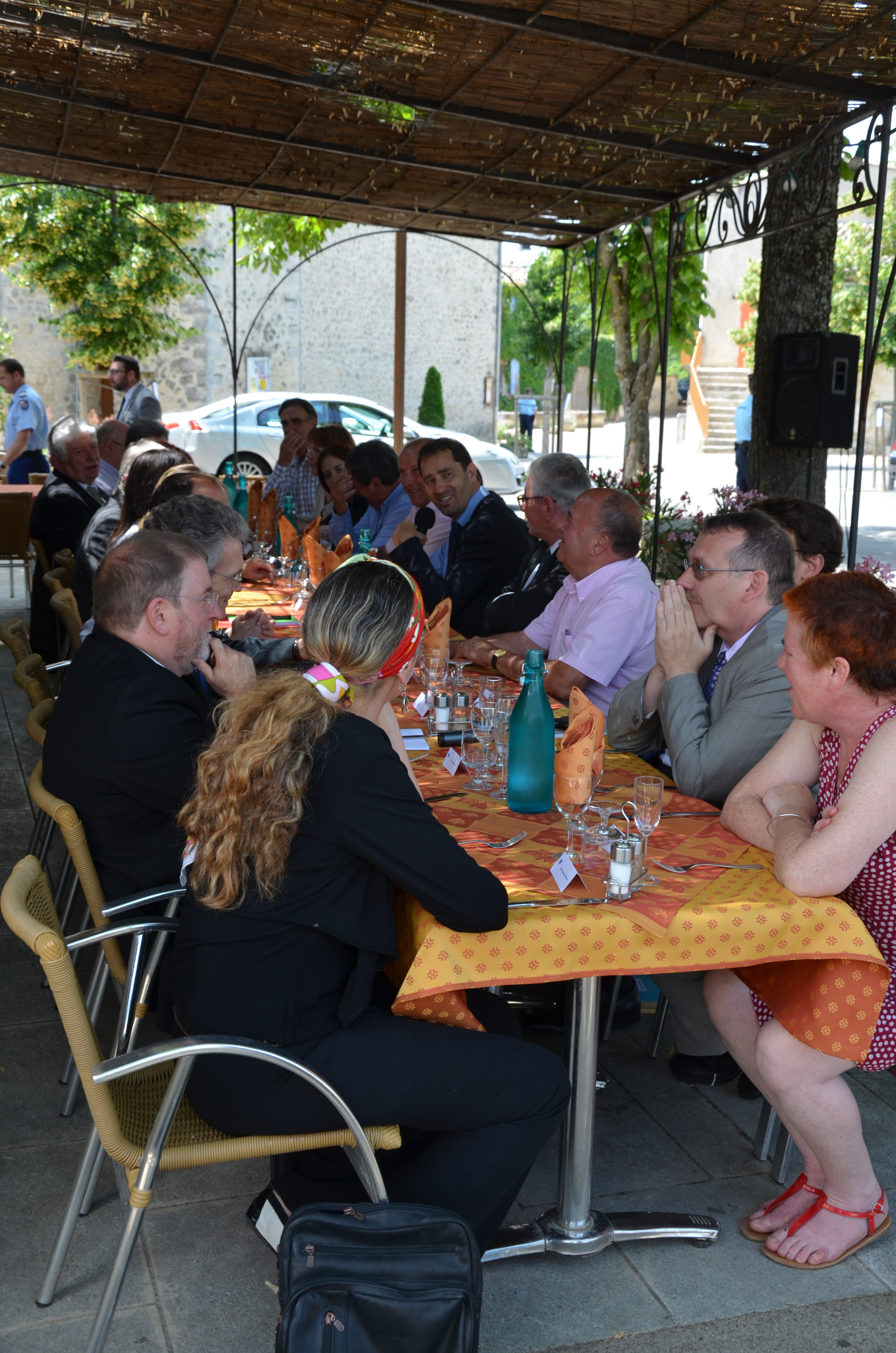